# 円如
円如（えんにょ）は、戦国時代の浄土真宗の僧。院号は遍増院。権少僧都。父は浄土真宗本願寺派第9世宗主・真宗大谷派第9代門首実如。母は高倉永継の娘・如祐。妻は叔父の願証寺住持蓮淳の娘・慶寿院。本願寺第10世証如の父。父に先立って没したために歴代本願寺法主には加えられていない。
山科本願寺にて実如の次男として生まれ、12歳の時に兄・照如の死を受けて得度して本願寺法嗣に定められる。高齢の父に代わって教団の実務を行う。北陸門徒に対し一向一揆の禁止をはじめとする3か条の戒めを発布したり、本願寺の一族を一門衆（嫡男）と一家衆（次男以下）に分ける一門一家制を設けたり、蓮如の文書の中から80通を選んで5帖に編集し『五帖御文』と呼称し、宗門信条の基本とするなどの教団改革を行い、戦国期の本願寺体制の基礎を築いたが、31歳で没した。